# Okręg wyborczy nr 9 do Sejmu Polskiej Rzeczypospolitej Ludowej (1989–1991)
Okręg wyborczy nr 9 do Sejmu Polskiej Rzeczypospolitej Ludowej (1989–1991) obejmował Białystok oraz gminy Choroszcz, Czarna Białostocka, Dobrzyniewo Kościelne, Juchnowiec Dolny, Supraśl, Wasilków i Zabłudów (województwo białostockie). W ówczesnym kształcie został utworzony w 1989. Wybieranych było w nim 4 posłów w systemie większościowym.
Siedzibą okręgowej komisji wyborczej był Białystok.

## Wybory parlamentarne 1989

### Mandat nr 31 –Polska Zjednoczona Partia Robotnicza
| Kandydat | I tura | I tura | II tura | II tura |
| Kandydat | Głosów | %      | Głosów  | %       |
| --- | ------ | ------ | ------- | ------- |
| Ewa Gierasimowicz                                                                                              | 36 376 | 26,51  | 17 831  | 37,95   |
| Janusz Szymański                                                                                               | 25 093 | 18,29  | 21 837  | 46,48   |
| Wiesław Żyliński                                                                                               | 7 952  | 5,80   | –       | –       |
| Liczba głosów ważnych: 137 233 (I tura) • 46 983 (II tura) Źródło: Państwowa Komisja Wyborcza I tura i II tura |        |        |         |         |

### Mandat nr 32 –Zjednoczone Stronnictwo Ludowe
| Kandydat | I tura | I tura | II tura | II tura |
| Kandydat | Głosów | %      | Głosów  | %       |
| --- | ------ | ------ | ------- | ------- |
| Adam Babul | 17 085 | 13,07  | 23 751  | 50,36   |
| Stanisław Dworakowski                                                                                          | 12 685 | 9,70   | 16 522  | 35,03   |
| Piotr Michalczuk                                                                                               | 12 271 | 9,38   | —       | —       |
| Ryszard Śliwiński                                                                                              | 10 171 | 7,78   | —       | —       |
| Jan Bielski | 8 889  | 6,80   | —       | —       |
| Liczba głosów ważnych: 130 768 (I tura) • 47 163 (II tura) Źródło: Państwowa Komisja Wyborcza I tura i II tura |        |        |         |         |

### Mandat nr 33 –Stronnictwo Demokratyczne
| Kandydat | I tura | I tura | II tura | II tura |
| Kandydat | Głosów | %      | Głosów  | %       |
| --- | ------ | ------ | ------- | ------- |
| Jerzy Slezak                                                                                                   | 42 134 | 30,13  | 23 435  | 49,68   |
| Tomasz Miłkowski                                                                                               | 25 521 | 18,25  | 16 426  | 34,82   |
| Liczba głosów ważnych: 139 855 (I tura) • 47 172 (II tura) Źródło: Państwowa Komisja Wyborcza I tura i II tura |        |        |         |         |

### Mandat nr 34 – bezpartyjny
| Kandydat                                                          | Głosów | %     |
| ----------------------------------------------------------------- | ------ | ----- |
| Krzysztof Putra                                                   | 86 257 | 65,04 |
| Mieczysław Kulczakowicz                                           | 9 325  | 7,03  |
| Izabela Sipowicz                                                  | 8 752  | 6,60  |
| Stanisława Korolkiewicz                                           | 4 821  | 3,64  |
| Kazimierz Łukaszewicz                                             | 3 628  | 2,74  |
| Zenon Wojewódzki                                                  | 3 508  | 2,65  |
| Liczba głosów ważnych: 132 626 Źródło: Państwowa Komisja Wyborcza |        |       |